# روبرت بيرغر
روبرت بيرغر (بالألمانية: Robert Berger)‏ (7 نوفمبر 1996 بباد موسكاو في ألمانيا - ) هو لاعب كرة قدم ألماني في مركز الدفاع. شارك مع منتخب ألمانيا تحت 17 سنة لكرة القدم ومنتخب كازاخستان تحت 21 سنة لكرة القدم. أما مع النوادي، فقد لعب مع إنيرجي كوتبوس وFSV Zwickau ‏.

## وصلات خارجية
- روبرت بيرغر على موقع قاعدة بيانات كرة القدم.إي يو (الإنجليزية)
- روبرت بيرغر على موقع Soccerway.com (الإنجليزية)
- روبرت بيرغر على موقع عالم كرة القدم.نت (الإنجليزية)